# La tierra nos convida / Chile nuevo
La tierra nos convida / Chile nuevo es un sencillo del folclorista y cantautor chileno Héctor Pavez, lanzado en 1971 por el sello Tierra Tierra y distribuido por DICAP.
Los temas del sencillo fueron seleccionados por el Departamento de Teatro y Folklore del Instituto de Desarrollo Agropecuario (INDAP) en la época de la Unidad Popular.

## Lista de canciones
| Lado A |                                      |                                   |          |  |
| N.º    | Título                               | Música                            | Duración |  |
| 1.     | «La tierra nos convida» (correteado) | Evaristo López, Clemente Izurieta |          |  |

| Lado B |                      |                 |          |  |
| N.º    | Título               | Música          | Duración |  |
| 2.     | «Chile Nuevo» (vals) | Modesto Fuentes |          |  |

## Créditos
- Jorge Lillo V.: diseño gráfico.[4]